# Phil Jackson
Philip Douglas "Phil" Jackson (Deer Lodge, 17 september 1945) is een Amerikaans voormalig basketbalspeler en coach.

## Carrière
Jackson speelde collegebasketbal voor de North Dakota Fighting Sioux van 1964 tot 1967. In 1967 werd hij in de NBA draft gekozen door de New York Knicks als 17e. Hij speelde tien seizoenen bij de Knicks en won in 1970 en 1973 tweemaal de NBA met hen. Hij werd in 1978 geruild samen met een draftpick naar de New Jersey Nets voor twee andere draftpicks. 
Jackson wordt door velen beschouwd als een van de beste coaches ooit. Hij is de enige coach in de geschiedenis van de NBA die elf titels heeft gewonnen. Zowel Alex Hannum, Pat Riley als Phil Jackson behaalden NBA-titels met twee verschillende teams. Jackson behaalde er zes met de Chicago Bulls, waar hij superster Michael Jordan in zijn team had, en vijf met de Los Angeles Lakers, waar sterspelers Kobe Bryant en Shaquille O'Neal actief waren.
Van 18 maart 2014 tot 28 maart 2017 was hij voorzitter van de New York Knicks.

## Erelijst

### Als speler
- NBA-kampioen: 1970, 1973
- NBA All-Rookie First Team: 1968

### Als coach
- CBA-kampioen: 1984
- CBA Coach of the Year: 1985
- NBA-kampioen: 1991, 1992, 1993, 1996, 1997, 1998, 2000, 2001, 2002, 2009, 2010
- NBA All-Star Game coach: 1992, 1996, 2000, 2009
- NBA Coach of the Year: 1996
- Top 10 Coaches in NBA History
- Top 15 Coaches in NBA History
- Basketball Hall of Fame: 2007

## Statistieken

### Regulier seizoen
| Seizoen  | Team            | WG                             | WS                             | MPW                            | 2P%                            | 3P%                            | FW%                            | RPW                            | APW                            | SPW                            | BPW                            | PPW                            |
| -------- | --------------- | ------------------------------ | ------------------------------ | ------------------------------ | ------------------------------ | ------------------------------ | ------------------------------ | ------------------------------ | ------------------------------ | ------------------------------ | ------------------------------ | ------------------------------ |
| 1967/68  | New York Knicks | 75                             | –                              | 14,6                           | 40,0                           | –                              | 58,9                           | 4,5                            | 0,7                            | –                              | –                              | 6,2                            |
| 1968/69  | New York Knicks | 47                             | –                              | 19,7                           | 42,9                           | –                              | 67,2                           | 5,2                            | 0,9                            | –                              | –                              | 7,1                            |
| 1969/70  | New York Knicks | Speelde niet door een blessure | Speelde niet door een blessure | Speelde niet door een blessure | Speelde niet door een blessure | Speelde niet door een blessure | Speelde niet door een blessure | Speelde niet door een blessure | Speelde niet door een blessure | Speelde niet door een blessure | Speelde niet door een blessure | Speelde niet door een blessure |
| 1970/71  | New York Knicks | 71                             | –                              | 10,8                           | 44,9                           | –                              | 71,4                           | 3,4                            | 0,4                            | –                              | –                              | 4,7                            |
| 1971/72  | New York Knicks | 80                             | –                              | 15,9                           | 44,0                           | –                              | 73,2                           | 4,1                            | 0,9                            | –                              | –                              | 7,2                            |
| 1972/73  | New York Knicks | 80                             | –                              | 17,4                           | 44,3                           | –                              | 79,0                           | 4,3                            | 1,2                            | –                              | –                              | 8,1                            |
| 1973/74  | New York Knicks | 82                             | –                              | 25,0                           | 47,7                           | –                              | 77,6                           | 5,8                            | 1,6                            | 0,5                            | 0,8                            | 11,1                           |
| 1974/75  | New York Knicks | 78                             | –                              | 29,3                           | 45,5                           | –                              | 76,3                           | 7,7                            | 1,7                            | 1,1                            | 0,7                            | 10,8                           |
| 1975/76  | New York Knicks | 80                             | –                              | 18,3                           | 47,8                           | –                              | 73,3                           | 4,3                            | 1,3                            | 0,5                            | 0,3                            | 6,0                            |
| 1976/77  | New York Knicks | 76                             | –                              | 13,6                           | 44,0                           | –                              | 71,8                           | 3,0                            | 1,1                            | 0,4                            | 0,2                            | 3,4                            |
| 1977/78  | New York Knicks | 63                             | –                              | 10,4                           | 47,8                           | –                              | 76,8                           | 1,7                            | 0,7                            | 0,5                            | 0,4                            | 2,4                            |
| 1978/79  | New Jersey Nets | 59                             | –                              | 18,1                           | 47,5                           | –                              | 81,9                           | 3,0                            | 1,4                            | 0,8                            | 0,4                            | 6,3                            |
| 1979/80  | New Jersey Nets | 16                             | –                              | 12,1                           | 63,0                           | 0,0                            | 70,0                           | 1,5                            | 0,8                            | 0,3                            | 0,3                            | 4,1                            |
| Carrière | Carrière        | 807                            | –                              | 17,6                           | 45,3                           | 0,0                            | 73,6                           | 4,3                            | 1,1                            | 0,6                            | 0,4                            | 6,7                            |

### Play-offs
| Seizoen  | Team            | WG | WS | MPW  | 2P%  | 3P% | FW%   | RPW | APW | SPW | BPW | PPW  |
| -------- | --------------- | -- | -- | ---- | ---- | --- | ----- | --- | --- | --- | --- | ---- |
| 1967/68  | New York Knicks | 6  | –  | 15,0 | 28,6 | –   | 80,0  | 4,2 | 0,3 | –   | –   | 4,0  |
| 1970/71  | New York Knicks | 5  | –  | 6,0  | 28,6 | –   | 100,0 | 2,0 | 0,4 | –   | –   | 1,8  |
| 1971/72  | New York Knicks | 16 | –  | 20,0 | 47,5 | –   | 73,7  | 5,1 | 0,9 | –   | –   | 9,8  |
| 1972/73  | New York Knicks | 17 | –  | 19,9 | 50,0 | –   | 73,7  | 4,2 | 1,4 | –   | –   | 8,7  |
| 1973/74  | New York Knicks | 12 | –  | 24,8 | 46,6 | –   | 90,0  | 4,8 | 1,3 | 0,8 | 0,4 | 11,3 |
| 1974/75  | New York Knicks | 3  | –  | 26,0 | 47,6 | –   | 87,5  | 8,3 | 0,7 | 1,3 | 1,0 | 9,0  |
| 1977/78  | New York Knicks | 6  | –  | 8,3  | 50,0 | –   | 66,7  | 1,7 | 0,5 | 0,5 | 0,0 | 2,0  |
| 1978/79  | New Jersey Nets | 2  | –  | 10,0 | 33,3 | –   | 100,0 | 1,5 | 0,0 | 0,5 | 0,0 | 2,0  |
| Carrière | Carrière        | 67 | –  | 18,3 | 45,8 | –   | 78,2  | 4,2 | 0,9 | 0,8 | 0,3 | 7,7  |

6 Riordan · 
9 Stallworth · 
10 Frazier · 
12 Barnett · 
16 Warren · 
17 Bowman · 
18 Jackson · 
19 Reed · 
20 Hosket · 
22 DeBusschere · 
24 Bradley · 
33 Russell · 
Coach Holzman
7 Meminger · 
10 Frazier · 
12 Barnett · 
15 Monroe · 
17 Bibby · 
18 Jackson · 
19 Reed · 
22 DeBusschere · 
24 Bradley · 
32 Lucas · 
40 Gianelli · 
43 Wingo · 
Coach Holzman
2 Hopson · 
5 Paxson · 
10 Armstrong · 
14 Hodges · 
23 Jordan · 
24 Cartwright · 
32 Perdue · 
33 Pippen · 
34 King · 
42 Williams · 
53 Levingston · 
54 Grant · 
Coach Jackson
5 Paxson · 
10 Armstrong · 
14 Hodges · 
20 Hansen · 
23 Jordan · 
24 Cartwright · 
32 Perdue · 
33 Pippen · 
34 King · 
42 Williams · 
53 Levingston · 
54 Grant · 
Coach Jackson
5 Paxson · 
6 Tucker · 
10 Armstrong · 
20 Walker · 
22 McCray · 
23 Jordan · 
24 Cartwright · 
32 Perdue · 
33 Pippen · 
34 King · 
42 Williams · 
54 Grant · 
Coach Jackson
0 Brown · 
7 Kukoč · 
8 Simpkins · 
9 Harper · 
13 Longley · 
22 Salley · 
23 Jordan · 
25 Kerr · 
30 Buechler · 
33 Pippen · 
34 Wennington · 
35 Caffey · 
53 Edwards · 
54 Haley · 
91 Rodman · 
Coach Jackson
00 Parish · 
1 Brown · 
7 Kukoč · 
8 Simpkins · 
9 Harper · 
13 Longley · 
18 Williams · 
23 Jordan · 
25 Kerr · 
30 Buechler · 
33 Pippen · 
34 Wennington · 
35 Caffey · 
91 Rodman · 
Coach Jackson
1 Brown · 
5 LaRue · 
7 Kukoč · 
8 Simpkins · 
9 Harper · 
13 Longley · 
22 Booth · 
23 Jordan · 
24 Burrell · 
25 Kerr · 
30 Buechler · 
33 Pippen · 
34 Wennington · 
35 Kleine · 
91 Rodman · 
Coach Jackson
2 Fisher · 
3 George · 
4 Harper · 
5 Horry · 
8 Bryant · 
16 Salley · 
17 Fox · 
20 Shaw · 
34 O'Neal · 
40 Knight · 
41 Rice · 
45 Green · 
Coach Jackson
2 Fisher · 
3 George · 
4 Harper · 
5 Horry · 
8 Bryant · 
10 Lue · 
17 Fox · 
20 Shaw · 
34 O'Neal · 
35 Madsen · 
40 Foster · 
54 Grant · 
Coach Jackson
2 Fisher · 
3 George · 
5 Horry · 
6 McCoy · 
8 Bryant · 
10 Hunter · 
14 Medvedenko · 
17 Fox · 
20 Shaw · 
23 Richmond · 
34 O'Neal · 
35 Madsen · 
52 Walker · 
Coach Jackson
2 Fisher · 
3 Ariza · 
4 Walton · 
5 Farmar · 
6 Morrison · 
7 Odom · 
9 Sun · 
12 Brown · 
16 Gasol · 
17 Bynum · 
18 Vujačić · 
21 Powell · 
24 Bryant · 
28 Mbenga · 
Coach Jackson
2 Fisher ·
4 Walton ·
5 Farmar ·
6 Morrison ·
7 Odom ·
12 Brown
16 Gasol ·
17 Bynum ·
18 Vujačić ·
21 Powell ·
24 Bryant ·
28 Mbenga ·
37 Artest ·
Coach Jackson